# Pandevou (Ort)
Pandevou ist ein osttimoresischer Ort im Suco Guiço (Verwaltungsamt Loes, Gemeinde Liquiçá). Das Dorf liegt im Zentrum der Aldeia Pandevou, in einer Meereshöhe von 249 m. Die Häuser liegen verstreut, westlich eines Flusses, der nach Süden zum Lóis fließt. Eine Überlandstraße führt nach Süden in das Dorf Ermeta, wo sich der Sitz der Aldeia befindet.